# Tylos cilicius
Tylos cilicius är en kräftdjursart som beskrevs av Karl Wilhelm Verhoeff 1941A. Tylos cilicius ingår i släktet Tylos och familjen Tylidae. Inga underarter finns listade i Catalogue of Life.